# ФК Локомотив (Москва)
ФК Локомотив (Москва) (на руски: Футбольный клуб Локомотив Москва) е руски футболен клуб от Москва. Създаден е през 1923 като Клуб на Октомврийската революция, прекръстен на „Казанка“ през 1931 г. и впоследствие на „Локомотив“ през 1936.

## История
След разпадането на СССР „Локомотив“ е поет от Юри Сьомин, който е треньор на отбора до 2005 година. По негово време „Локомотив“ е във възход. През 1994 печели бронзовите медали от Руската Висша Дивизия, а година по-късно класира отбора на второ място. През 1995 достига 1/32 финалите на купата на УЕФА, където играе срещу Байерн Мюнхен и дори побеждава с 1 на 0 в първия мач. Голът вкарва Евгений Харлачов. През 1998 стават трети в шампионата, като 1 точка ги дели от втория ЦСКА Москва. Същата година, както и през 1999 Локо достига полуфинал в КНК. До 2001 са неизменно втори в шампионата. През 2002 става шампион на Русия, като побеждава ЦСКА Москва в „Златен мач“, който се е провел поради равенството в показателите между двата тима. „Локомотив“ участва и в Шампионската лига и се класира в груповата фаза. Там се падат с Реал Мадрид, Андерлехт и Рома. „Локомотив“ събира само 1 точка в първите 4 кръга, но накрая записва 2 победи – с 5:1 срещу Андерлехт и 2:0 срещу Реал Мадрид. Следващият сезон „железничарите“ отново се добират до групите на ШЛ и се падат с Милан, Борусия Дортмунд и отново Реал. Те завършват само с 1 спечелена точка. Клубът също така играе в груповата фаза на Шампионска лига през сезон 2003/2004 и губи с гол на чужд терен в 1/8 финала на Шампионска лига от Монако през 2004 г. Това са най-добрите постижения на клуба в европейските клубни турнири. През 2004 „Локомотив“ печели Руска Премиер Лига с една-единствена точка разлика от градския конкурент ПФК ЦСКА (Москва). „Локомотив“ печели шампионската титла, като побеждава ФК Шинник Ярославъл с 2:0 в Ярославъл, седмица след като ЦСКА греши в градското дерби с ФК Динамо Москва като домакин. През 2005 г., техния дългогодишен старши треньор, Юри Сьомин ги оставя за да подготви руския национален отбор и е заменен от Владимир Ещреков.
През декември 2005 сръбския треньор Славолюб Муслин встъпва в длъжност след Ещреков. През сезон 2006, „Локомотив“ води през по – голямата част от първенството, но се препъва в последните мачове и позволяват на ЦСКА да ги застигне. Завърша на 3-то място. На 26 декември 2006 треньор става Анатоли Бишовец. Капитанът и клубна легенда Дмитрий Лосков обаче се скарва с него и напуска „Локомотив“ след 10 сезона с екипа на „железничарите“. След като тимът остава чак на седмо място в шампионата, Бишовец е уволнен. За временен треньор е назначен Ринат Билялетдинов. Той прави сина си Динияр капитан на отбора. На 6 декември 2007 треньор на отбора става Рашид Рахимов. Няколко месеца по-късно е уволнен. На негово място идва Владимир Маминов. Той води тима за няколко кръга и въпреки доброто си представяне, е сменен от Юри Сьомин. През юли 2010 в отбора се завръща Дмитрий Лосков със свободен трансфер.
Локо завършва пети в шампионата, но е отстранен от Лига Европа още в предварителните кръгове от Лозана. В края на 2010 Сьомин е уволнен, а за треньор е назначен Юри Красножан. След 8-ото място на „Локомотив“ на полусезона, Красножан подава оставка. На негово място е назначен португалецът Жосе Косейро. Той подсилва отбора с Витор Обиня и Алберто Запатер. В Лига Европа отборът достига 1/8 финал, но отпада от Атлетик Билбао. Въпреки силната селекция, железничарите не успяват да се класират в евротурнирите и завършват 7-и.
В началото на сезон 2012/13 треньор става Славен Билич, а първите нови попълнения са сънародникът му Ведран Чорлука и Александър Самедов. Под ръководството на хърватина отборът завършва на разочароващата 9 позиция в шампионата. През сезон 2013/14 Локомтив е поет от Леонид Кучук, преди това водел Кубан Краснодар. Благодарение на него отборът се възражда и до последно се бори за титлата на Русия. В последния кръг обаче „железничарите“ губят директния сблъсък с ЦСКА Москва и остават на трето място.
През сезон 2014/15 „Локомотив“ печели Купата на Русия.

## Срещи с български отбори
„Нефтохимик“ – Бургас
През сезон 2000/2001, Локомотив-Москва и Нефтохимик-Бургас се срещат във втория кръг на турнира УЕФА Про Къп.
Първия мач в Москва завършва 4 – 2 за Локомотив, а реванша в Бургас завършва 0 – 0.

### „Лудогорец“
С „Лудогорец“ се е срещал три пъти в приятелски мачове. Първият мач се играе на 17 февруари 2013 г. в испанския курортен град Марбеля и завършва 3 – 1 за „Локомотив“. Вторият мач се играе на 8 февруари 2014 г. в испанския курортен град Марбеля и завършва 2 – 1 за „Лудогорец“. Третият мач се играе на 4 юли 2015 г. в австрийското курортно градче Щрасвалхен и завършва 2 – 0 за „Локомотив“.

### ЦСКА (София)
„Червените“ се налагат с 2:1 над Локомотив (Москва) в проверка, играна в Испания. Руснаците първи повеждат в резултата в 51-вата минута, но само две по-късно Педро изравнява. В последните минути на мача, Тонислав Йорданов донася победата на „армейците“.

## Успехи
СССР

### Национални
- Клас А: (Висша лига)
  -  Второ място (1): 1959
- Купа на СССР:
  -  Носител (2): 1936, 1957
  -  Финалист (3): 1989/90
- Клас Б (2 ниво)
  -  Шампион (3): 1947, 1964, 1974

 Русия
- Руска Премиер Лига
  -  Шампион (3): 2002, 2004, 2017/18
  -  Второ място (5): 1995, 1999, 2000, 2001, 2018/19
  -  Трето място (6): 1994, 1998, 2005, 2006, 2013/14, 2020/21
- Купа на Русия
  -  Носител (9, рекорд): 1995/96, 1996/97, 1999/00, 2000/01, 2006/07, 2014/15, 2016/17, 2018/19, 2020/21
  -  Финалист (1): 1997/98
- Суперкупа на Русия
  -  Носител (3): 2003, 2005, 2019
  -  Финалист (4): 2008, 2015, 2017, 2018

### Международни
- Купа на носителите на купи (КНК):
  - 1/2 финалист (2): 1997/98, 1998/99
- Купа на общността:
  -  Носител (1): 2005
  -  Финалист (1): 2003

## Известни играчи
- Дмитрий Лосков
- Марат Измайлов
- Владимир Маминов
- Дмитрий Аленичев
- Юрий Чесноков
- Динияр Билялетдинов
- Сергей Гуренко
- Олег Панишин
- Вадим Евсеев
- Бранислав Иванович
- Дмитрий Сенников
- Руслан Нигматулин
- Олег Гарин
- Сергей Овчинников
- Евгений Харлачов
- Заза Джанашая
- Игор Чугайнов
- Сергей Игнашевич
- Валерий Петраков
- Георгий Ярцев
- Франсиско Лима
- Дмитрий Сичов
- Заза Джанашая
- Юрий Дроздов
- Джейкъб Лекхето